# 中国华阴兵器试验中心
中国华阴兵器试验中心，又称中国人民解放军第三十二试验训练基地（中国人民解放军63870部队），位于陕西省华阴市，是中国人民解放军陆军直属单位，是中国常规武器鉴定机构之一。

## 简介
1950年代初，在苏联帮助下，中国第一个常规兵器试验靶场即后来的中国人民解放军第三十一试验基地（今中国白城兵器试验中心）创建。后由于中苏交恶，苏联撤走来华专家，中国乃决定依靠自己的力量建设一座常规兵器试验靶场。1969年，中国人民解放军总后勤部向国务院提交《关于三十一试验基地分建的请示报告》（〔69〕军呈字433号），申请建设4173工程（即建设今中国华阴兵器试验中心工程）。1969年10月21日，国务院总理周恩来正式圈定该报告。1970年，陕西省革命委员会基本建设委员会发出《中国人民解放军4173工程定点的通知》（陕革建发〔70〕153号文），为4173工程划拨土地。在几个月时间内，建设者们在华山脚下筑起第一条场区公路，并建起行政生活区、试验工房、试验阵地、试验室。这座新靶场隶属中国人民解放军第三十一训练基地（今中国白城兵器试验中心）。
该靶场建成后，中国历代反坦克导弹在此试验成功，中国子母弹在此定型，中国新的野战火箭射表试验法在此编拟完成。这里建起了中国第一座水介质弹丸破碎性威力试验设施，1984年创建了中国第一座常规兵器多功能大型环境模拟试验室（这是当时亚洲最大的综合环境模拟试验室），还建成了中国第一座大型多用途试验悬挂塔架。截至2000年，该基地先后获170余项国家、部委级科技进步成果奖。
该靶场与根据《国务院关于在三门峡库区新建国营农场的批复》（〔63〕国垦字679号电报）组建的朝邑、沙苑两个国营农场一直存在土地权属争议。1971年，《国务院、中央军委批转总参谋部、总后勤部关于陕西华阴地区靶场试验有关问题会议纪要》（〔71〕国发文64号）规定：“试验区内的农业生产、营建、空中航线均服从靶场建设，在不妨碍武器试验的条件下，靶场亦要照顾农业生产。”1978年，《国务院、中央军委关于维护陕西华阴地区靶场试验和场内生产安全问题的批复》（国发〔1978〕41号）重申了该规定。1985年，《中共中央办公厅、国务院办公厅印发〈关于陕西省三门峡库区移民安置问题的会议纪要〉的通知》（中办发〔1985〕29号）规定：“试验场区不得安置移民，也不得再建造居民住房，为妥善安置移民，试验场区压缩为长三十五公里，宽四公里。”为落实该文件精神，1985年陕西省人民政府、总参谋部、国防科工委联合下发《印发“国防科工委三十一基地华阴试验场场界有关问题的协议”的通知》（陕政发〔1985〕140号）。1998年，陕西省土地管理局向国土资源部提交《关于确定土地使用权有关问题的请示》（陕土籍函字〔1998〕第46号）。1999年1月19日，《国土资源部对确定土地使用权有关问题的批复》（国土资函31号）明确了“应将国有土地使用权确定给基地，将他项权利确定给农场。”
1985年9月12日，中央军委批准常规兵器试验基地第二试验场改称常规兵器第二试验基地，归国防科工委直接领导。郑光耀任司令员，时文举任政治委员。1986年，基地正式以“中国华阴兵器试验中心”的名义对外开放。
1990年代，为适应社会主义市场经济体制，华阴基地形成了同时为研制单位、使用单位负责的“二为”新模式。
华阴基地曾经为副军级编制。21世纪初，随着军事改革，华阴基地改为正师级编制，但通常基地司令员和政委能高配副军职。
到2000年代，该中心主要开展火炮、装甲车、步兵战车、精确弹药、现代引信、导弹与火箭、军用雷达、光学设备、无人机、武装直升机等高技术武器装备的试验鉴定和部分大型工程设备的气候环境模拟试验，形成了射表编拟、现代弹药、现代引信、仿真试验、制导武器、无人机、侦察装备试验方面的技术优势，兵器试验统计学研究以及小子样试样技术研究达国际领先的水平。
在深化国防和军队改革中，2016年1月其上级部门中国人民解放军总装备部被撤销，该基地转隶中国人民解放军陆军。

## 历任领导
| 中国人民解放军第三十二试验训练基地司令员（中国华阴兵器试验中心主任） 第三十二试验训练基地司令员对外又称中国华阴兵器试验中心主任。 …… - 郑光耀少将（1985年—？） - 李百杰少将（？—？） - 郑洪涛少将（？—？） - 杨树柏少将（？—2007年） - 张学宇少将（2007年7月—2014年） - 孙勇毅少将（2015年—） | 中国人民解放军第三十二试验训练基地政治委员（中国华阴兵器试验中心党委书记） 1990年代起，第三十二试验训练基地政治委员通常兼任中国华阴兵器试验中心党委书记。 - 华光（？—？，华阴试验场政委） …… - 时文举少将（1985年—？） - 黄清臻少将（？—？） - 张志忠少将（？—？） - 张胜勤少将（？—？） - 赵文平大校（？—2009年） - 万明贵少将（2009年—2014年） |